# Phaulula gracilis
Phaulula gracilis är en insektsart som först beskrevs av Brunner von Wattenwyl 1891.  Phaulula gracilis ingår i släktet Phaulula och familjen vårtbitare. Inga underarter finns listade i Catalogue of Life.